# Boscaler de Mandelli
El boscaler de Mandelli (Locustella mandelli) és una espècie d'ocell de la família dels locustèl·lids (Locustellidae). Es troba a l'Himàlaia oriental i les muntanyes del sud de la Xina i del sud-est asiàtic; distribuït per Bhutan, el nord-est de l'Índia, el sud de la Xina, Myanmar i Tailàndia. A l'hivern es desplaça a cotes més baixes i algunes poblacions migren a les regions costaneres del sud de la Xina. Habita els matollars temperats i els boscos temperats, El seu estat de conservació es considera de risc mínim.

## Taxonomia
Segons el Handook of the Birds of the World i la quarta versió de la BirdLife International Checklist of the birds of the world (Desembre 2019) el boscaler de Da Lat seria una subespècie del boscaler de Mandelli. Tanmateix, altres obres taxonòmiques, com la llista mundial d'ocells del Congrés Ornitològic Internacional (versió 13.2, juliol 2023), consideren que es tracta de 2 espècies separades.